# アピタ大和郡山店
アピタ大和郡山店（アピタやまとこおりやまてん）は、奈良県大和郡山市にある、ユニー株式会社が運営するショッピングセンター。

## 概要
1棟構成でアピタと専門店で構成され、「ハートビル法」に基づく店舗である。ユニーにとっては、関西地方初の出店となった。現存する日本最西端のアピタ・ピアゴであり、奈良県唯一のアピタ・ピアゴである。なお、屋上の店舗看板は他のアピタ店と異なり、「APiTA」のロゴが省かれている。
開業と共にオープンした副核店舗でホームセンターの『ユーホーム大和郡山店』が2016年（平成28年）8月14日に閉店している。跡地はアピタのテナント増床部分として、DCMホールディングス傘下の「DCMダイキ」により「DCMダイキ大和郡山店」が同年9月16日に改装オープンしている。
- 1階：食品と暮らしのフロア・ホームセンター・平面駐車場
- 2階：ファッションのフロア・立体駐車場
- 屋上駐車場

### 店舗構成
- アピタ
- DCM
- ダイソー
- ライトオン